# Solanum peikuoense
Solanum peikuoense är en potatisväxtart som beskrevs av Shao Shun Ying. Solanum peikuoense ingår i släktet skattor som ingår i familjen potatisväxter. Inga underarter finns listade i Catalogue of Life.